# Henry Kaiser
Henry Kaiser (* 19. září 1952) je americký kytarista a hudební skladatel. Narodil se v kalifornském Oaklandu, je vnukem průmyslníka Henryho J. Kaisera. V roce 1977 založil společně se saxofonistou Larrym Ochsem hudební vydavatelství Metalanguage Records. Koncem sedmdesátých let zahájil spolupráci s anglickým hudebníkem Fredem Frithem, se kterým později nahrál několik alb. Spolu s ním a ještě Johnem Frenchem a Richardem Thompsonem nahrál v roce 1987 album Live, Love, Larf & Loaf; další album kvarteta Invisible Means vyšlo o tři roky později. Během své kariéry spolupracoval s mnoha dalšími hudebníky, mezi které patří například Harvey Mandel, David Lindley, Jim O'Rourke či Wadada Leo Smith.